# Casa de Sa Colomina
La Casa de Sa Colomina és un casa pairal situada al municipi balear d'Eivissa. L'edifici, documentat del segle xix, és un bé catalogat (BC) que dona nom al conjunt del barri de Sa Colomina d'aquest municipi. Actualment està descontextualitzada del seu origen agrícola i situada entre vials de l'estació d'autobusos d'Eivissa. Arran d'una reforma iniciada l'any 2018, s'hi troben la Casa d'Igualtat i dependències de l'Institut Balear de la Dona.

## Història
Sa Colomina és un dels darrers exemplars d'arquitectura rural d'Eivissa i avui dia és l'única d'aquest tipus que es conserva a la localitat. Esdevé un cas singular, atès que va ser concebuda a mitjan segle xix com a vila d'esbarjo i habitatge dels majorals de la família Wallis Gotarredona —pertanyent a l'alta burgesia eivissenca.

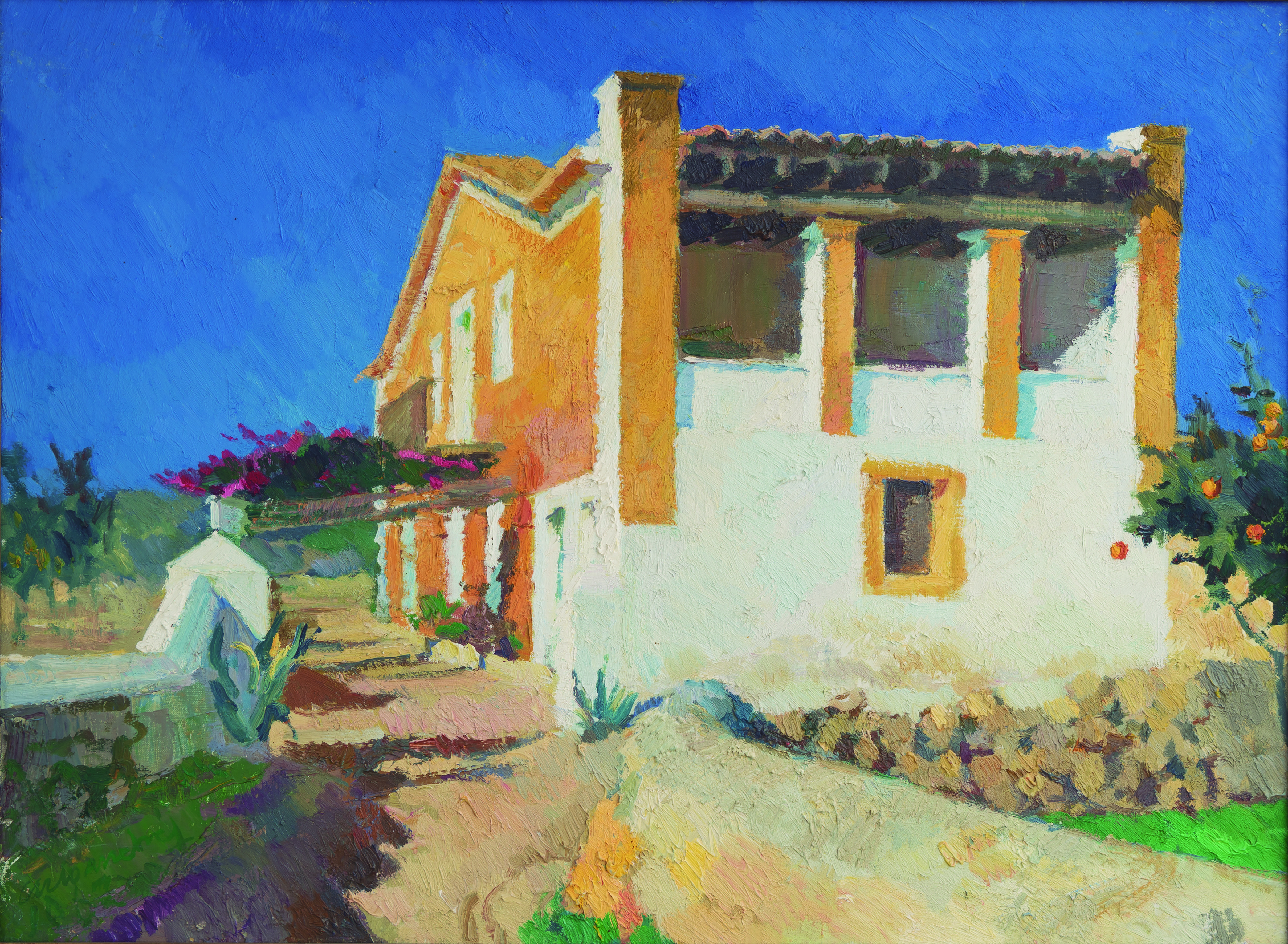
Sa Colomina, obra de Carloandrés López del Rey (1961)

Després de passar per diferents mans i caure en un estat d'abandó total, durant la dècada dels anys 2000 va passar a ser propietat del consistori eivissenc. Posteriorment, l'immoble es va integrar en la parcel·la urbana del Centre de Transferència Intermodal i de Serveis (CETIS) del municipi, que va edificar-hi un complex d'oficines i l'estació d'autobusos. Malgrat que aquesta entitat gestora tenia obligació d'invertir 200.000 euros l'any 2009 en l'arranjament de sa Colomina, al final no va executar-hi cap reforma.
L'any 2018 l'ajuntament va aprovar un projecte de 416.000 € per recuperar-ne el seu aspecte original, tot adequant-la a les noves necessitats d'ús municipal. Entre les mesures adoptades, hi havia la recuperació d'estructures, portes i finestres que havien estat tapiades al llarg de les dècades anteriors. El projecte pretenia que la casa esdevingués un Casal d'Igualtat, un nou punt d'informació de l'Institut Balear de la Dona i sales per a entitats feministes.

## Descripció
Casa de dues plantes inicialment construïda al camp i en l'actualitat descontextualizada al mig del centre urbà. Donada la construcció del CETIS en la mateixa parcel·la original, actualment es troba a un nivell inferior que el pla de carrer i entre els vials de l'Avinguda de la Pau i de la pròpia terminal d'autobusos.
La planta baixa presentava la distribució característica de les cases pageses, amb porxe rectangular comunicat amb les habitacions i l'espai de la cuina al costat nord i una peça similar en l'altre extrem. Els forjats d'aquesta planta, excepte el de la cuina, era de bigues acarades amb una trama de taules de fusta que servia de paviment pel pis superior. La cuina tenia l'empremta de la campana de la xemeneia, de la boca del forn i del cossi. La planta baixa, destinada a l'allotjament dels majorals que cuidaven i explotaven la finca, responia a les característiques pròpies dels habitatges rurals del seu temps, tot i que amb un nivell d'acabat significativament superior al que era habitual a la resta d'edificis del mateix tipus.
La teulada per altra banda, presentava bigues i revoltons de guix, reforçada amb un sistema de jàsseres. A la planta superior, el cos principal, que ocupava el centre, constituïa un espai estructuralment diàfan amb entarimat a terra i un sostre de bigues de fusta que donaven suport sobre tres jàsseres i els murs frontal i posterior de l'edifici, amb balcó obert a la façana principal. Es va projectar al segle xix com a sala de ball; d'aquest ús en queden unes argolles on es subjectaven els cortinatges que amagaven el sostre. Aquest saló estava comunicat amb dos porxos situats als laterals, de tres obertures de llinda amb barana d'obra, tapiada durant la dècada de 1960 per ampliar-hi l'espai habitable —actuació encara reconeixible a la façana de ponent. La composició de les façanes i altres detalls de l'interior recorden la masia catalana i un toc italianitzat en els acabats exteriors.

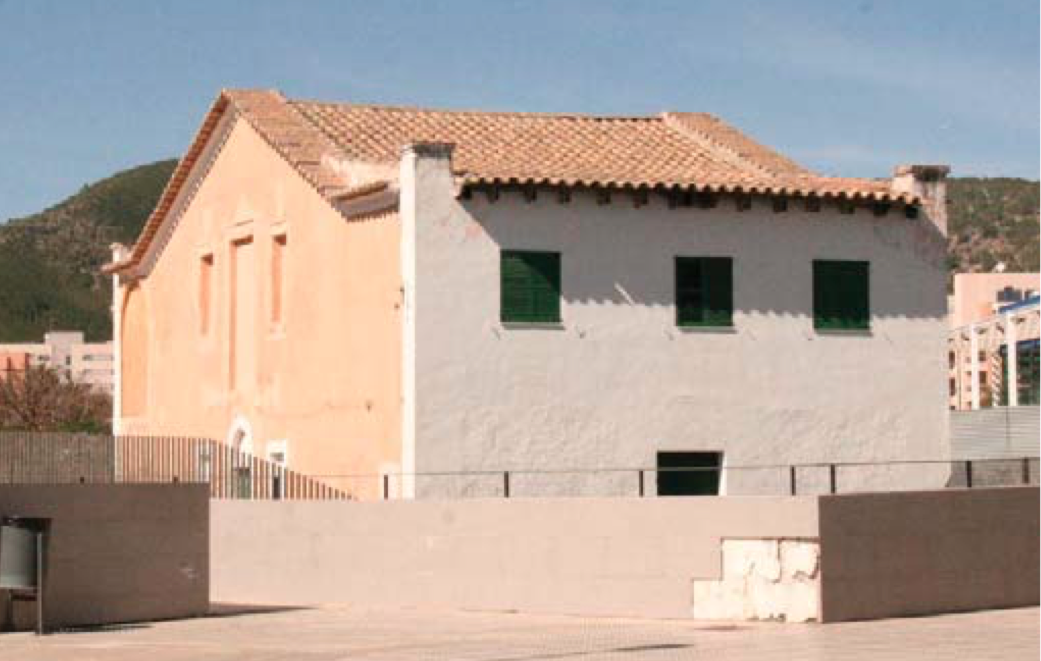
Façanes frontal i lateral dreta (2017).
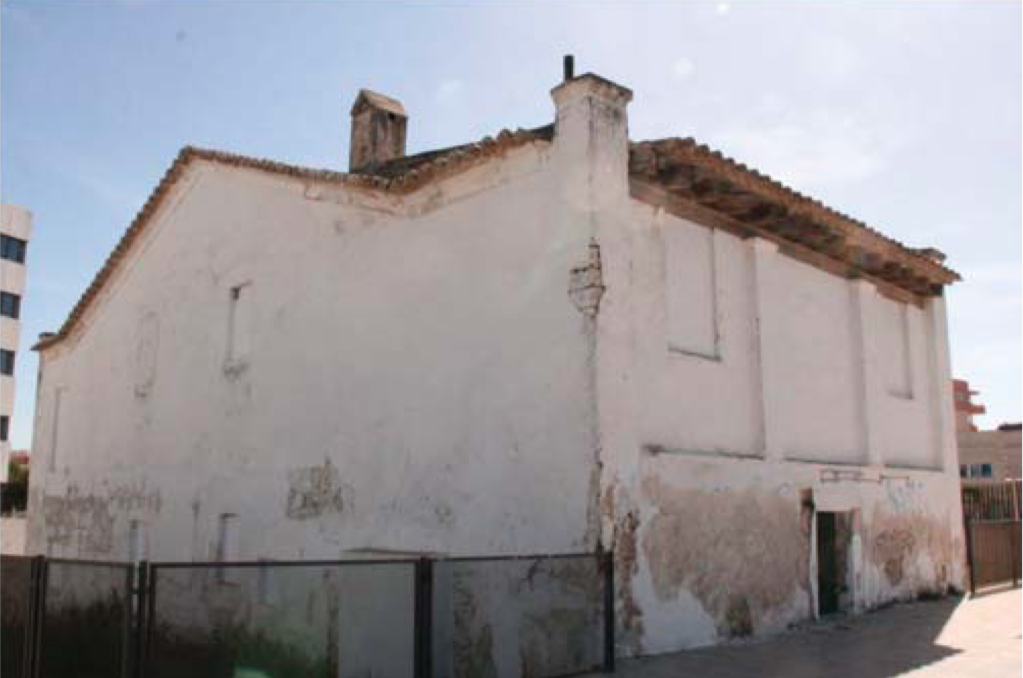
Façanes posterior i lateral esquerra (2017).

Darrere de la casa hi havia una extensa àrea de corrals que van ser enderrocats durant les obres dels edificis del CETIS. A més a més, també es va eliminar el forn de pa adossat a la façana posterior, del qual ja només en queda l'empremta de la boca.
Després de la remodelació plantejada i executada a partir de 2018, la superfície total útil de l'habitatge va passar a ser de 255 metres quadrats. La distribució va passar a ser d'una recepció, dues sales, un despatx, tres lavabos i una habitació de la neteja a la planta baixa, i 3 sales polivalents a la planta superior.